# São João do Monte
São João do Monte is een plaats (freguesia) in de Portugese gemeente Tondela en telt 1096 inwoners (2001).